# حسابرسی

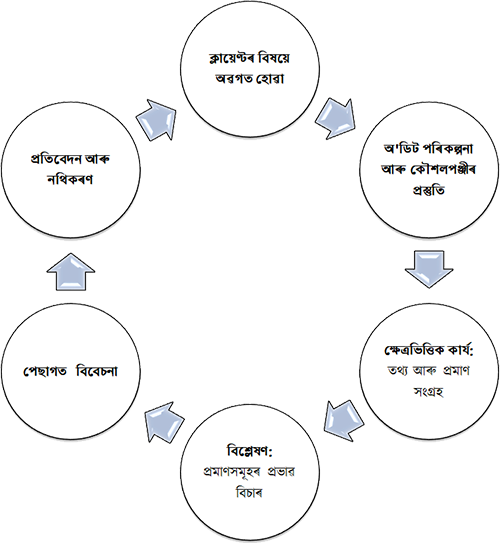
حسابرسی

حسابرسی فرایندی است بسامان به شکل جمع‌آوری و ارزیابی بی‌طرفانهٔ شواهد دربارهٔ ادعاهای مربوط به فعالیت‌ها و وقایع اقتصادی برای تعیین میزان انطباق این ادعاها با معیارهای از پیش تعیین‌شده و گزارش نتایج به اشخاص ذی‌نفع («بیانیهٔ مفاهیم بنیادی حسابرسی»).
این تعریف به صورت عمده و جامع ارائه شده‌است تا انواع مختلف حسابرسی را شامل شود. برخی از عبارات این تعریف نیاز به توضیح بیشتری دارد. عبارت فرایند بسامان بر این نکته دلالت دارد که حسابرسی بر اساس برنامه‌ریزی مناسب انجام می‌شود. برنامه‌ریزی مناسب شامل جمع‌آوری و ارزیابی بی‌طرفانه شواهد است. حسابرسان باید با حفظ بیطرفی نسبت به جمع‌آوری و ارزیابی مربوط بودن و اعتبار شواهد بپردازند. اگر چه نوع، میزان و قابلیت اتکای شواهد در کارهای مختلف حسابرسی می‌تواند متفاوت باشد، اما جمع‌آوری و ارزیابی شواهد، بخش اعظم فعالیت‌های حسابرسان را تشکیل می‌دهد.
شواهدی را که حسابرسان جمع‌آودربارهٔ نند باید دربارهٔ
هدف حسابرسان از مقایسه شواهد جمع‌آوری شده با ادعاهای مربوط به فعالیت‌ها و وقایع اقتصادی، تعیین میزان انطباق ادعاهای مزبور با معیارهای از پیش تعیین شده است. اگر چه معیارهای مختلفی برای تعیین میزان انطباق وجود دارد، اما در تنظیم صورت‌های مالی اساسی، معمولاً معیار اصلی و مورد قبول، اصول حسابداری یا استانداردهای حسابداری است. در بند ۲ بخش ۲۰۰ استانداردهای حسابرسی کشور (۱۳۸۶) نیز تأکید شده‌است که هدف از حسابرسی صورت‌های مالی، اظهارنظر نسبت به این موضوع است که آیا صورت‌های مالی براساس استانداردهای حسابداری تهیه شده‌است یا خیر.
آخرین عبارت مهم، یعنی گزارش نتایج به اشخاص ذی‌نفع، بیانگر نوع گزارشی است که حسابرسان برای اشخاص ذی‌نفع تهیه می‌کنند. اشخاص ذی‌نفع می‌تواند شامل سهامداران، اعتباردهندگان، کارکنان، تأمین کنندگان مواد و کالا، سازمان‌های دولتی، بورس اوراق بهادار و گروه‌های دیگر باشد.

## حسابرس
حسابرس به فرد یا مؤسسه‌ای گفته می‌شود که مسئولیت نهایی حسابرسی صورت‌های مالی یا ارائه خدمات مرتبط را به عهده دارد. حسابرس باید فردی مستقل از سازمانی باشد که در حال رسیدگی آن است.حسابرس باید در ظاهر و محتوا مستقل از صاحب کار باشد.

## انواع حسابرسی
حسابرسی انواع گوناگون دارد و مهم‌ترین آن‌ها عبارتند از:
1. حسابرسی صورت‌های مالی
2. حسابرسی رعایتی
3. حسابرسی عملیاتی
4. حسابرسی قانونی
5. حسابرسی داخلی

حسابرسی صورت‌های مالی
هر گاه از حسابرسی بدون قید و شرط اضافی یاد شود، منظور همان «حسابرسی صورت‌های مالی» یا به اختصار «حسابرسی مالی» است. هدف اصلی این حسابرسی اعتباردهی به صورتهای مالی است. منظور از اعتباردهی، اظهار عقیده یا قضاوت شخص یا اشخاص مستقل و ذی‌صلاح نسبت به مطابقت تمامی جنبه‌های با اهمیت ادعاهای منعکس در صورت‌های مالی با معیارهای تعیین شده یعنی اصول حسابداری است. البته چنین اظهار نظر یا قضاوتی باید مبتنی بر شواهد معتبر و کافی باشد.
حسابرسی رعایتی
مقصود از حسابرسی رعایت، تعیین میزان رعایت احکام، سیاست‌ها، پیمان‌ها، قوانین و مقررات دولتی و کنترل‌های داخلی توسط شرکت‌های مورد رسیدگی است. برای مثال، شرکت‌ها می‌توانند تعیین میزان رعایت احکام و سیاست‌های داخلی توسط بخش‌های مختلف سازمان را از حسابرسان خود درخواست نمایند. مثال دیگر، حسابرسی اظهارنامه‌های مالیاتی اشخاص یا شرکت‌ها توسط ممیزان سازمان امور مالیاتی کشور جهت تعیین میزان رعایت قانون مالیات‌ها است.
حسابرسی عملیاتی
تعریف حسابرسی عملیاتی از دیدگاه کمیتهٔ ویژهٔ حسابرسی عملیاتی و مدیریت (وابسته به انجمن حسابداران رسمی آمریکا) البته با اندکی دخل و تصرف به شرح زیر است:
حسابرسی عملیاتی عبارت است از بررسی بسامان فعالیت‌های سازمان یا بخش معینی از آن در ارتباط با اهداف تعیین شده. هدف اصلی حسابرسی عملیاتی، ارزیابی رعایتِ «صرفه اقتصادی» هنگام تهیه منابع و ارزیابی «کارایی» عملیات هنگام استفاده از منابع و «اثربخشیِ» عملیات برای نیل به اهداف از قبل تعیین شده، تشخیص فرصت‌های بهبود عملیات و ارائه پیشنهادهای اصلاحی به مدیران سازمان است.
ارزیابی صرفه اقتصادی، کارایی و اثربخشی سیستم حسابداری کامپیوتری یک شرکت و ارائه پیشنهادهای اصلاحی، نمونه‌ای از حسابرسی عملیاتی است. در این نوع از حسابرسی، معیار مورد استفاده برای ارزیابی ادعاهای مدیریت با معیار مورد نظر در حسابرسی صورت‌های مالی متفاوت است. به همین دلیل در مقایسه با حسابرسی صورت‌های مالی و حسابرسی رعایت، حسابرسی عملیاتی با مسایل و چالش‌های دیگری نیز مواجه است؛ زیرا در این زمینه حسابرسان باید به شناسایی یا تعریف اهداف و معیارهای قابل اندازه‌گیری بپردازند تا بتوانند به کمک آن اثربخشی و کارایی عملیات را ارزیابی کنند.
حسابرسی قانونی
در سال‌های اخیر، دعوت از حسابرسان برای ارائه خدمات «حسابرسی قانونی» (Forensic Audit) به ویژه هنگام بروز اختلافات مالی، گسترش فزاینده‌ای یافته‌است. حسابرسی قانونی در واقع مشابه خدمت پزشکان در امر «پزشکی قانونی» است. برخی از مواردی که اجرای حسابرسی قانونی می‌تواند ضرورت یابد به شرح زیر است:
1. تقلب‌های تجاری یا کارکنان شرکت‌ها؛
2. خسارت‌های تجاری – اقتصادی؛
3. اختلاف بین سهامداران یا شرکا.

حسابرسی داخلی
حسابرسی داخلی طبق بیانیهٔ حرفه‌ایی انجمن حسابرسان داخلی بدین صورت تعریف شده‌است: حسابرسی داخلی، واحد ارزیابی مستقلی است که جهت آزمون و ارزیابی فعالیت‌های سازمان در داخل سازمان ایجاد می‌شود. 

## انواع حسابرس
حسابرسان را بر اساس موقعیت شغلی آنان می‌توان به انواع زیر تقسیم کرد:
1. حسابرس مستقل،
2. حسابرس داخلی،
3. حسابرس دولتی.

حسابرس مستقل
حسابرسی مستقل توسط حسابرسانی اجرا می‌شود که مستقل از سازمانی هستند که ادعاها یا گزارش‌های آن مورد حسابرسی قرار می‌گیرد. حسابرسان مستقل، خدمات حسابرسی خود را در قالب قرارداد ارائه می‌دهند. گر چه حسابرسان مستقل می‌توانند انواع مختلف حسابرسی را که در بخش قبلی ذکر شد، اجرا کنند؛ اما حسابرسی صورت‌های مالی، بخش عمدهٔ فعالیت این گروه از حسابرسان را تشکیل می‌دهد.
حسابرس داخلی
حسابرسان داخلی در استخدام سازمان هستند اما باید مستقل از دوایر مورد رسیدگی باشند که از آن به عنوان استقلال سازمانی یاد می‌شود. به همین دلیل این گروه از حسابرسان در بسیاری از شرکت‌ها به‌طور مستقیم به کمیتهٔ حسابرسی یا هیئت مدیره شرکت گزارش می‌دهند.
حسابرس دولتی
با توجه به معیار ها و رویه ها و مبانی ( طیف نقدی تا تعهدی) موجود در حسابداری بخش دولتی ( بودجه و ...) حسابرسی موارد صورت می پذیرد.

## استانداردهای حسابرسی
استانداردهای حسابرسی، معیاری برای سنجش کیفیّت کار حسابرسان است. انجمن حسابداران رسمی آمریکا برای نخستین بار در سال ۱۹۴۷، استانداردهای ده گانهٔ حسابرسی را معرفی نمود. این استانداردها تاکنون جهت انطباق با تغییرات محیط حسابرسی، تعدیل و تغییر یافته‌اند. استانداردهای حسابرسی همراه با طبقه‌بندی آن‌ها در سه گروه ۱) استانداردهای عمومی، ۲) استانداردهای عملیات (رسیدگی) و ۳) استانداردهای گزارشگری به شرح زیر هستند:
استانداردهای عمومی
1. رسیدگی باید توسط شخص یا اشخاصی اجرا شود که دارای صلاحیت و آموزش فنی کافی به عنوان حسابرس باشند.
2. حسابرس یا حسابرسان باید استقلال رأی خود را در تمام موارد مربوط به حسابرسی حفظ کنند.
3. در رسیدگی و تهیه گزارش باید مراقبت حرفه‌ای لازم به عمل آید.

استانداردهای عملیات (رسیدگی)
1. عملیات حسابرسی باید به میزان کافی برنامه‌ریزی شود و در صورت وجود کارکنان، بر کار آنان به گونه‌ای مناسب نظارت شود.
2. برای برنامه‌ریزی حسابرسی و تعیین نوع، زمان و میزان آزمون‌ها باید شناختی کافی از ساختار کنترل داخلی کسب گردد.
3. شواهد کافی و مناسب باید از راه بازرسی، مشاهده، پرس و جو و دریافت تأییدیه کسب شود تا مبنایی معقول برای اظهارنظر نسبت به صورت‌های مالی مورد رسیدگی باشد.

استانداردهای گزارشگری
1. گزارش باید تصریح کند که صورت‌های مالی، طبق اصول حسابداری تهیه شده‌است یا خیر.
2. گزارش باید شرایطی را مشخص سازد که در آن چنین اصولی در دورهٔ جاری نسبت به دورهٔ قبل، به‌طور یکنواخت رعایت نشده‌است.
3. اطلاعات افشا شده در صورت‌های مالی به‌طور منطقی کافی تلقی می‌شود مگر آن که خلاف آن در گزارش بیان شود.
4. گزارش باید یا حاوی یک اظهارنظر دربارهٔ صورت‌های مالی به‌طور کلی، یا بیانگر این باشد که نظری نمی‌تواند اظهار شود. هنگامی که نظر کلی نتواند اظهار شود، دلایل آن باید بیان گردد. در تمام مواردی که نام حسابرس به نحوی با صورت‌های مالی ارتباط می‌یابد، گزارش باید به‌طور صریح بیانگر ویژگی هر گونه رسیدگی حسابرس و میزان مسئولیتی باشد که او بر عهده می‌گیرد.

البته مراجع حرفه‌ای هر کشوری تفسیرهایی بر این استانداردهای ده‌گانه می‌نویسند که به آن بیانیه‌های تفسیری استانداردهای حسابرسی گفته می‌شود. در کشور ما نیز سازمان حسابرسی طبق قانون تشکیل آن، مسئول تدوین این بیانیه‌ها است.